# One Island East
One Island East (кит. 港島東中心) — небоскрёб в Гонконге. Высота 70-этажной постройки составляет 298 метров, с учётом антенны — 308 метров. Строительство началось в 2006, а закончилось в 2008 году.
На 37 и 38 этажах расположена смотровая площадка.